# 1979 год в боксе
1979 год в боксе.

## Любительский бокс

### Чемпионат мира
Чемпионат мира среди мужчин не проводился.

### Чемпионат Европы
Чемпионат Европы по боксу прошёл с 5 по 12 мая в городе Кёльн, ФРГ. На чемпионате доминировали спортсмены из СССР, которые завоевали 7 золотых медалей. Чемпионами стали:
- до 48 кг:  Шамиль Сабиров
- до 51 кг:  Генрик Средницкий
- до 54 кг:  Николай Храпцов
- до 57 кг:  Виктор Рыбаков
- до 60 кг:  Виктор Демьяненко
- до 63,5 кг:  Серик Конакбаев
- до 67 кг:  Эрнст Мюллер
- до 71 кг:  Миорад Перунович
- до 75 кг:  Тармо Уусвирта
- до 81 кг:  Альберт Николян
- до 91 кг:  Евгений Горстков
- свыше 91 кг:  Петер Хуссинг

## Профессиональный бокс

### Чемпионские бои

#### Полутяжёлый вес (175 фунт., 79.4 кг)
- 14 апреля американец Майк Росман уступил титул чемпиона мира по версии ВБА аргентинцу Виктор Эмилио Галиндес

#### Средний вес (160 фунт., 72.6 кг)
- 30 июня аргентийский боксёр Уго Пастор Корро уступил титул чемпиона мира по версии ВБА итальянцу Вито Антуофермо

#### Второй полусредний (154 фунт., 69.9 кг)
- 24 августа японский боксёр Масаси Кудо уступил титул чемпиона мира по версии ВБА угандийцу Аюбу Калуле

#### Лёгкий вес (135 фунт., 61.2 кг)
- в январе после 7,5 лет чемпионства панамский боксёр Роберто Дуран оставил титул чемпиона мира по версии ВБА, перейдя в полусреднюю весовую категорию.
- 16 июня титул чемпиона мира по версии ВБА завоевал венесуэльский боксёр Эрнесто Эспанья

#### Наилегчайший вес (112 фунт., 50.8 кг)
- 17 ноября сложил чемпионские по версии ВБА полномочия венесуэльский боксёр Бетулио Гонсалес. Чемпионом стал панамский спортсмен Луис Ибарра